# Шереметев, Иван Петрович (сенатор)
Иван Петрович Шереметев (10 (20) января 1689―26 ноября (7 декабря) 1735) — российский политический деятель времён Петра I.

## Биография
Сын Петра Васильевича Шереметева (меньшого). После смерти смерти отца был на попечении своих родственников, один из которых, его двоюродный дядя по матери — граф Фёдор Матвеевич Апраксин принял особое, заботливое участие. В результате, в числе других Иван Шереметев, по указу царскому от 31 мая 1708 года, был отправлен за границу, в Голландию и Англию, для изучения мореходства. Во время пребывания за границей И. П. Шереметев служил в английском флоте и участвовал в различных морских экспедициях, в том числе в 1714 году в Вест-Индию. В 1716 году вернулся в Москву.
В 1718 году И. П. Шереметев, в чине флота-поручика, подписал в числе других смертный приговор царевичу Алексею. В 1719 году был произведён в капитан-поручики; в 1721 — капитан 3-го ранга. В 1721 году занял должность советника Санкт-Петербургской адмиралтейской конторы; в 1722 году был назначен её управляющим (в 1723 году его сменил И. А. Сенявин). В 1720-х годах он под руководством Петра I организовывал спуски новых кораблей на воду на верфи Санкт-Петербурга.
И. П. Шереметев 30 марта 1726 года был определён советником Адмиралтейской коллегии (вступил в должность 22 апреля). Повелением императора Петра II 15 мая 1727 года Иван Шереметев был произведён в капитан-командоры, с оставлением его присутствующим в Адмиралтейств-коллегии, а 2 ноября того же года назначен на место капитан-командора И. И. Дмитриева-Мамонова. В связи с переходом на гражданскую службу 24 февраля 1728 года он был пожалован в действительные статские советники, с оставлением в должности члена Адмиралтейств-коллегии.
По причине болезни, 11 марта 1728 года император разрешил Шереметеву жить в Москве до выздоровления и своим указом от 18 мая 1728 года назначил его к присутствованию в Сенате, но после воцарения Анна Иоанновны он уже не состоит в числе сенаторов: 27 июня 1730 года И. П. Шереметев получил назначение главного судьи «Канцелярии конфискации», а Высочайшим указом 14 декабря 1731 года он был переведён на должность главного члена (т. e. председателя) Сибирского приказа, находившегося в Москве.
Умер 26 ноября (7 декабря) 1735 года. Похоронен был в Богоявленском монастыре.

## Семья
Был женат на Федосье Андреевне, но потомства не оставил. 5 декабря 1738 года Высочайше повелено было взять в ведение главной полицеймейстерской канцелярии двор И. П. Шереметева в Санкт-Петербурге, близ Галерного двора, а 13 сентября 1740 года поручено полицеймейстерской канцелярии произвести разные перестройки в этом доме. На месте двора Шереметеа в начале XIX века Кваренги построил Англиканскую церковь (Английская набережная, 56).